# Liberty Bell Classic
Le Liberty Bell Classic est un événement d'athlétisme organisé par le Congrès d'athlétisme dans le cadre du boycott des Jeux olympiques d'été de 1980 et organisé au Franklin Field de l'Université de Pennsylvanie à Philadelphie les 16 et 17 juillet 1980. Il doit son nom à la Liberty Bell de Philadelphie.
Le Congrès américain a voté pour approuver un financement de 10 millions de dollars pour des tournois alternatifs dans plusieurs sports olympiques, auxquels seraient invités les athlètes des pays boycottant. En plus du Liberty Bell Classic, la Fédération américaine de gymnastique a organisé un tournoi international sur invitation à Hartford dans le Connecticut. Plus tôt dans l'année, les États-Unis avaient envisagé d'organiser d'autres jeux en Côte d'Ivoire, en Italie, au Japon, en Allemagne de l'Ouest ou en Chine.
L'IAAF a interdit toute compétition officielle d'athlétisme qui entrerait en conflit avec la compétition olympique, de sorte que la Liberty Bell a commencé trois jours avant l'ouverture des Jeux de Moscou (et dix jours avant le début des épreuves olympiques d'athlétisme). La Liberty Bell est arrivée le lendemain des prestigieux Jeux Bislett à Oslo, et de nombreux athlètes éligibles ont refusé de concourir, y compris 17 des 34 champions aux essais olympiques américains. Les performances gagnantes aux 110 m haies et 400 m haies hommes ont été meilleures que celles de Moscou.